# Autostrada A22 (Italia)
L'autostrada A22, detta anche Autostrada del Brennero, Brennero-Modena o Autobrennero, in tedesco Brennerautobahn, collega Modena, partendo dall'autostrada A1 e passando la Pianura Padana, con il Passo del Brennero e quindi con l'Austria proseguendo, con lo stesso nome in tedesco della A22, come Autobahn A13. È uno degli assi principali della rete autostradale italiana, la sua importanza permette di collegarsi verso l'Austria e, in generale, verso l'Europa. Lunga 315 km, è interamente gestita da Autostrada del Brennero S.p.A..
È la quinta autostrada italiana per lunghezza dopo la A1, A14, A4 e A2.

## Storia

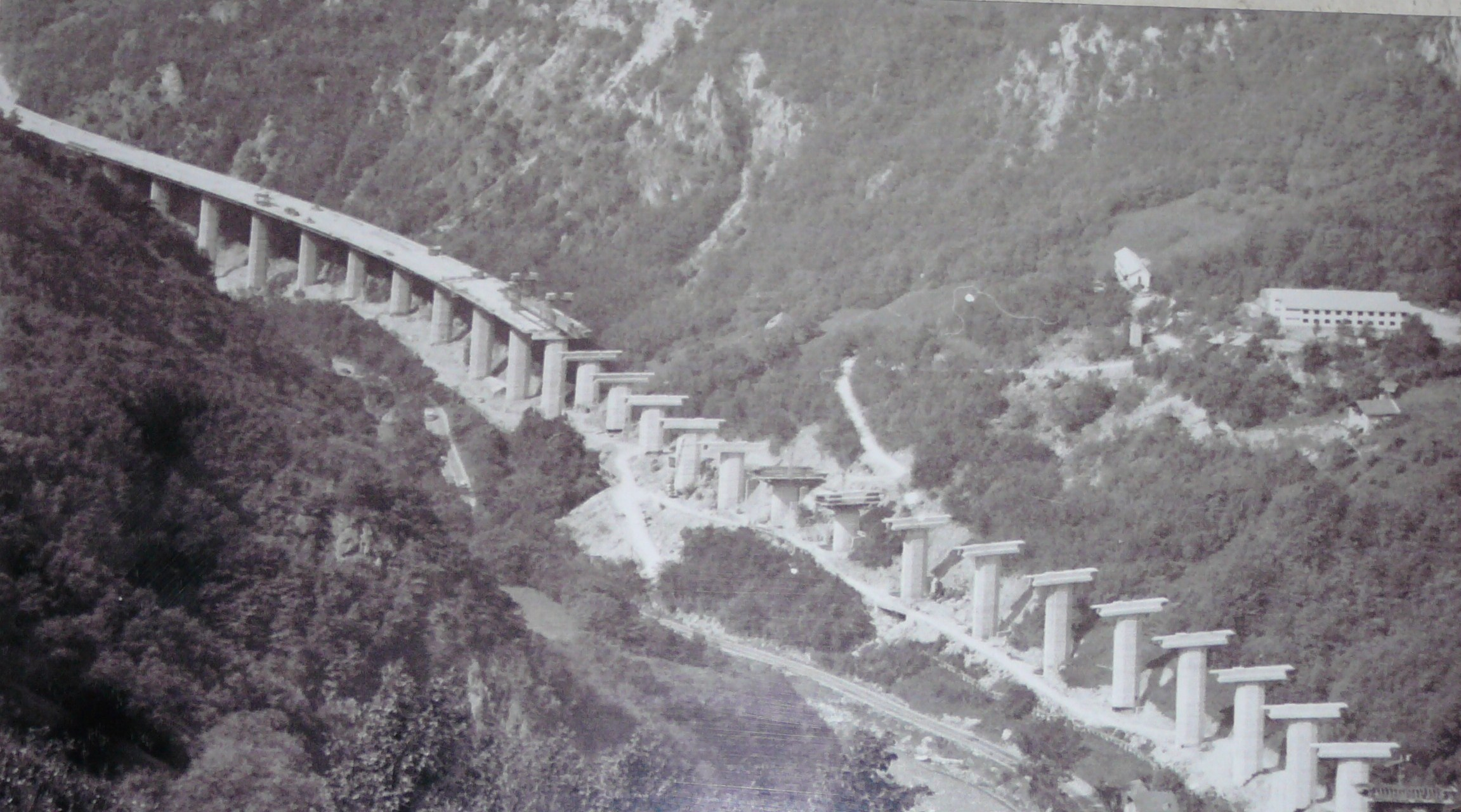
La costruzione di uno dei tanti viadotti dell'A22, negli anni settanta, in Valle Isarco

Già nel 1949 durante la convenzione di Ginevra sulla circolazione stradale venne tracciata una rotta, identificata con la sigla E56, che congiungeva la penisola scandinava con la punta più meridionale d'Italia, di cui il percorso attuale dell'Autobrennero faceva già parte.
Il passo successivo nell'attuazione del progetto fu il 20 febbraio 1959, quando fu fondata la Autostrada del Brennero S.p.A., che due anni dopo ottenne la concessione per la costruzione e il successivo esercizio dell'autostrada (tale società è tuttora la realtà operativa che cura questa infrastruttura). Il tracciato autostradale fu inizialmente elaborato da Bruno e Lino Gentilini coadiuvati dal senatore Guido de Unterrichter. Questo fu leggermente modificato ed era composto da una doppia carreggiata di 7,5 x 2 metri. Il progetto Verona-Brennero fu approvato dall'ANAS il 25 gennaio 1962, mentre la tratta Verona-Modena fu approvata l'anno seguente. Nel seguito si dovette procedere all'esproprio di alcuni terreni e alla costruzione di nuovi sovra-sotto-passi sia stradali che ferroviari, lo spostamento di ben 307 chilometri di elettrodotti e 74 di linee telefoniche. Il tutto richiese una spesa di circa 23 miliardi di lire.
Nel 1963 venne approvato il disegno definitivo del percorso, e grazie anche a finanziamenti internazionali iniziò la realizzazione vera e propria con l'inaugurazione il 21 dicembre 1968 del primo tratto aperto al pubblico; 50 chilometri tra Bolzano e Trento. Il primo traffico autostradale tra l'Italia e l'Austria si ebbe il 5 aprile 1971.
Dopo l'apertura di altri tratti, l'autostrada poté essere considerata conclusa definitivamente l'11 aprile 1974 con l'inaugurazione del tratto che risultò il più impegnativo dal punto di vista delle opere di ingegneria; quello tra Chiusa e Bolzano. Complessivamente all'epoca furono aperte 21 stazioni di ingresso e uscita e 12 stazioni di servizio.
A quei tempi il costo complessivo dell'opera fu di 243 721 821 000 lire, ovvero un costo di 780 milioni al chilometro. Solamente nel 1984 l'autostrada A22 riuscì ad avere il suo primo utile di esercizio.
Negli anni l'autostrada ha subito poche modifiche del tracciato; perlopiù si sono aperti e/o chiusi alcuni caselli autostradali, ad esempio:
- "Bressanone sud - Zona industriale": aperto solo per chi va o proviene da nord. È prevista l'apertura anche nell'altra direzione;[5]
- "Trento sud": aperto il 3 maggio 2011 per un costo di 17,5 milioni di euro compreso il nuovo ponte sull'Adige;[6]
- "Trento centro": chiusura delle sole uscite dal 23 maggio 2011.[7][8]

L'autostrada conta 313,5 km di rete stradale, con 23 stazioni di ingresso, 22 di uscita, 6 centri sicurezza, 6 centri servizi e 22 aree di servizio.

## Caratteristiche
Con un percorso totale di 315 km da Modena, l'autostrada percorre la pianura in direzione nord, toccando Carpi e Mantova, a Verona interseca l'autostrada A4, quindi si assesta nella valle dell'Adige parallelamente al Lago di Garda, passa Rovereto e Trento per arrivare a Bolzano. Successivamente si incunea nella valle dell'Isarco superando agevolmente Bressanone e Vipiteno fino a giungere alla dogana del Brennero. Da qui il corridoio Modena-Monaco continua sulla A13 Brenner Autobahn austriaca.
Trattandosi di un'autostrada di particolare importanza per i collegamenti tra il sud e il nord dell'Europa, il suo percorso è stato progettato in modo da utilizzare uno dei più bassi valichi alpini, quello del Brennero, situato a soli 1.375 m s.l.m.

### Traffico
Studi statistici hanno calcolato che questo tronco autostradale assorbe tra i trentamila e i quarantamila veicoli al giorno (di cui circa 1/3 di veicoli pesanti) con punte più elevate in corrispondenza dei trasferimenti per le vacanze; questa mole di traffico causa sovente dei gravi rallentamenti alla circolazione. Per sopperire a queste problematiche viene suggerito e incentivato l'uso, da parte dei mezzi pesanti, del trasporto intermodale, con il carico dei mezzi di trasporto su appositi vagoni e il trasferimento da Verona all'estero via ferrovia.
I guardrail della A22, caratteristici per il loro colore marrone, sono realizzati in acciaio Corten, una lega che presenta un'elevata resistenza alla corrosione e un'elevata resistenza meccanica.
Dopo il completamento di questo nuovo collegamento stradale, il volume delle merci trasportate su strada raggiunse più di 30 milioni di tonnellate annue nel periodo compreso tra il 2006 e 2015.
Al 2018 oltre il 40% dell’intero traffico delle merci transalpino transita attraverso il passo del Brennero: qui il 71% del trasporto delle merci avviene su strada, mentre il 29% si effettua su rotaia. 
I notiziari sul traffico sono diffusi su tutto il percorso principalmente da RTL 102.5 (con frequenza fissa 102.5 su tutto il percorso) sulla piattaforma condivisa con Autostrade per l'Italia (Viaradio). Nella regione Trentino-Alto Adige sono diffusi anche da Radio NBC (in italiano) e radio Südtirol 1 (in tedesco), nonché nel restante tratto autostradale da radio Pico.

### Percorso
L'autostrada è lunga complessivamente 315 km: il tracciato inizia a Modena, all'allacciamento con l'autostrada A1, e attraversa verticalmente l'Italia settentrionale e termina al passo del Brennero, al confine con l'Austria. Una volta superato il valico, l'autostrada si allaccia con l'autostrada A13 austriaca (Innsbruck-Brennero). L'autostrada attraversa quattro regioni italiane (Trentino-Alto Adige, Veneto, Lombardia ed Emilia-Romagna). La sua gestione è affidata sin dalla costruzione a una società concessionaria.

### Strade europee
La A22, all'interno della rete delle strade europee, fa parte per l'intero suo tratto della dorsale nord-sud E45 che unisce Karesuando a Gela, e le intersezione con altre strade europe vi sono con la E70, in quel punto rappresentata dall'autostrada A4, a Verona e la E35, in quel punto rappresentata dall'autostrada A1, a Modena.

### Segnaletica
La segnaletica è bilingue (italiana e tedesca) in particolare nel tratto in cui la A22 attraversa la Provincia autonoma di Bolzano, dove la comunità germanofona è predominante rispetto a quella italofona ed è tutelata anche a livello linguistico.

## Tabella percorso
| MODENA – BRENNERO Autostrada del Brennero | |      |      |       |                |
| Tipo                                      | Indicazione | ↓km↓ | ↑km↑ | Prov. | Strada europea |
|                                           | Milano - Bologna | 0    | 315  | MO    |                |
|                                           | Campogalliano | 3    | 311  | MO    |                |
|                                           | Area di servizio "Campogalliano" | 5    | 309  | MO    |                |
|                                           | Carpi | 11   | 303  | MO    |                |
|                                           | Reggiolo - Rolo | 28   | 286  | RE    |                |
|                                           | Pegognaga Suzzara - Parma | 37   | 277  | MN    |                |
|                                           | Area di servizio "Po" | 47   | 267  | MN    |                |
|                                           | Mantova sud | 49   | 265  | MN    |                |
|                                           | Mantova nord | 57   | 257  | MN    |                |
|                                           | Nogarole Rocca | 71   | 243  | VR    |                |
|                                           | Area di servizio "Povegliano" | 74   | 240  | VR    |                |
|                                           | Milano - Venezia Verona sud | 86   | 228  | VR    |                |
|                                           | Verona nord Verona-Villafranca | 88   | 226  | VR    |                |
|                                           | Area di servizio "Garda" | 104  | 210  | VR    |                |

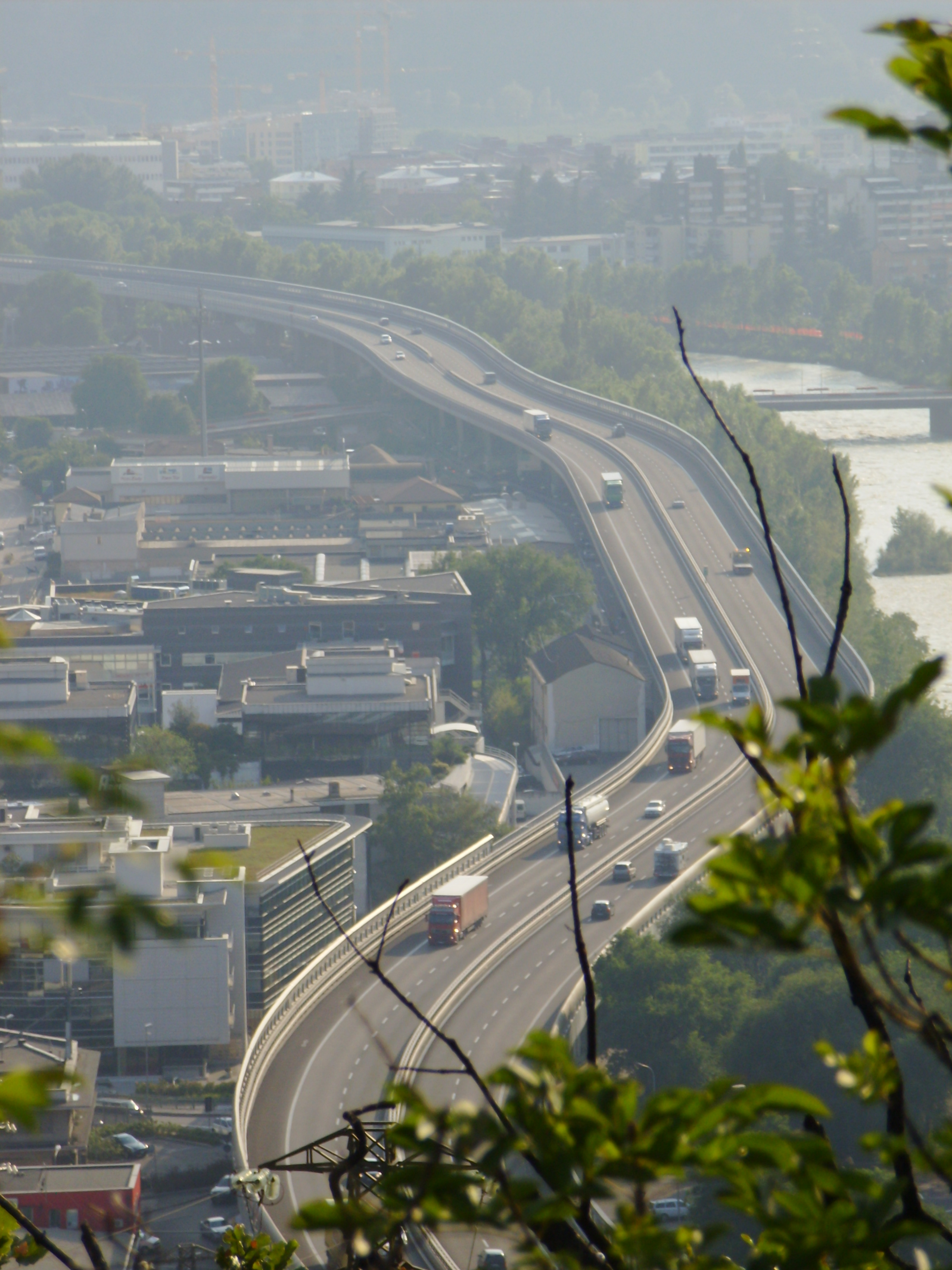
Il tracciato attraverso la zona industriale di Bolzano

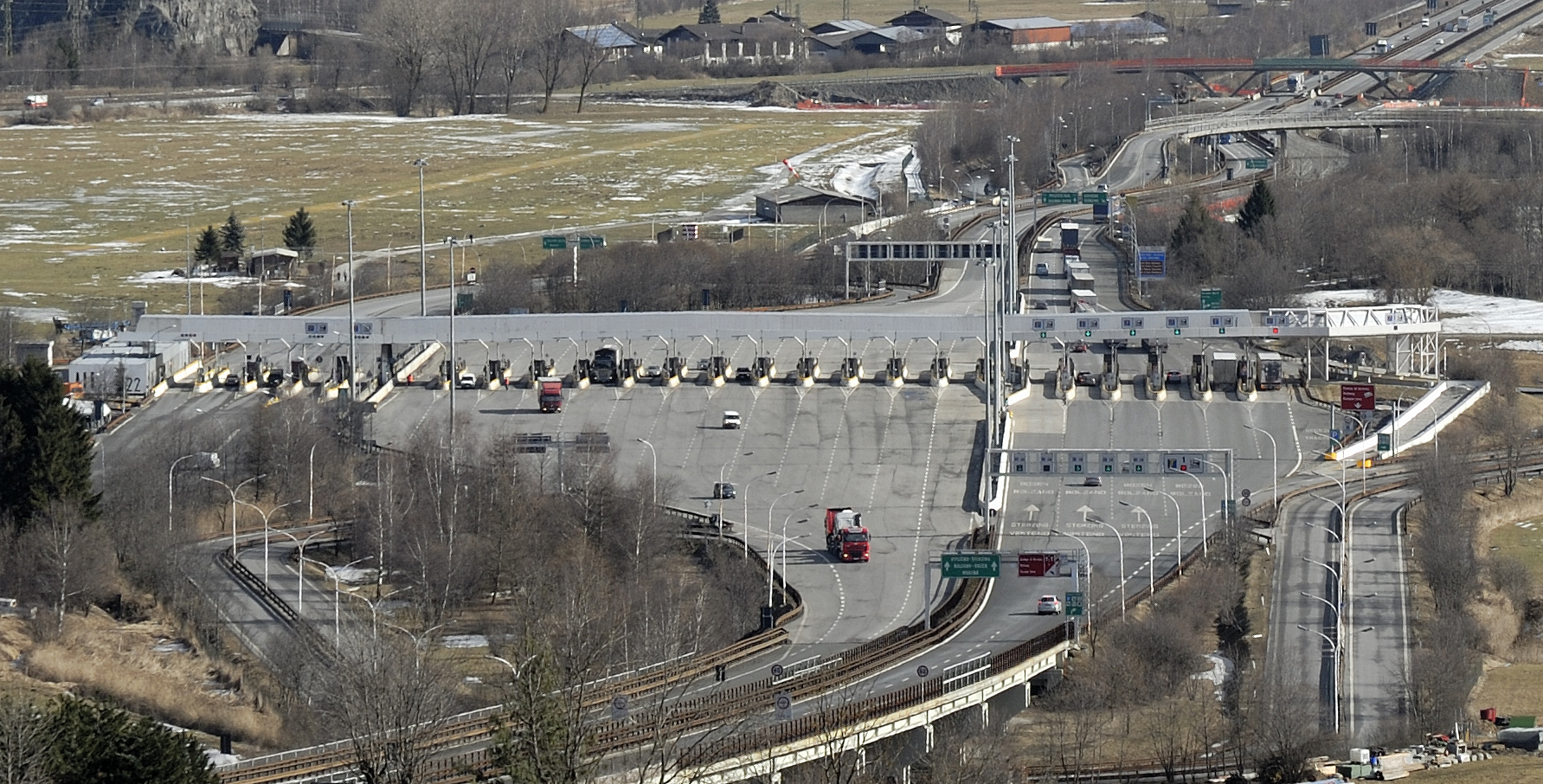
La barriera di Vipiteno

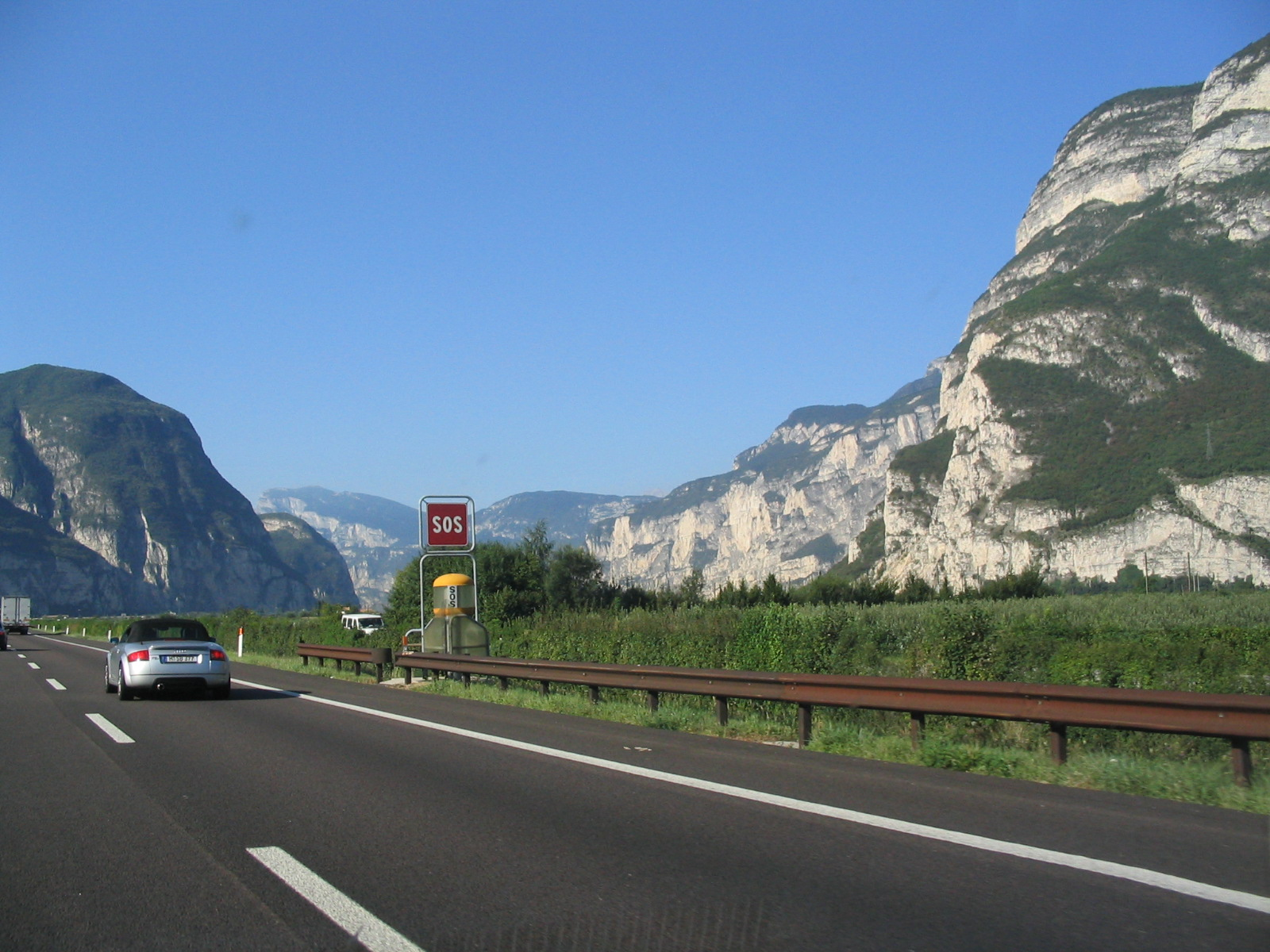
L'autostrada nei pressi di Egna-Ora-Termeno, in direzione Modena

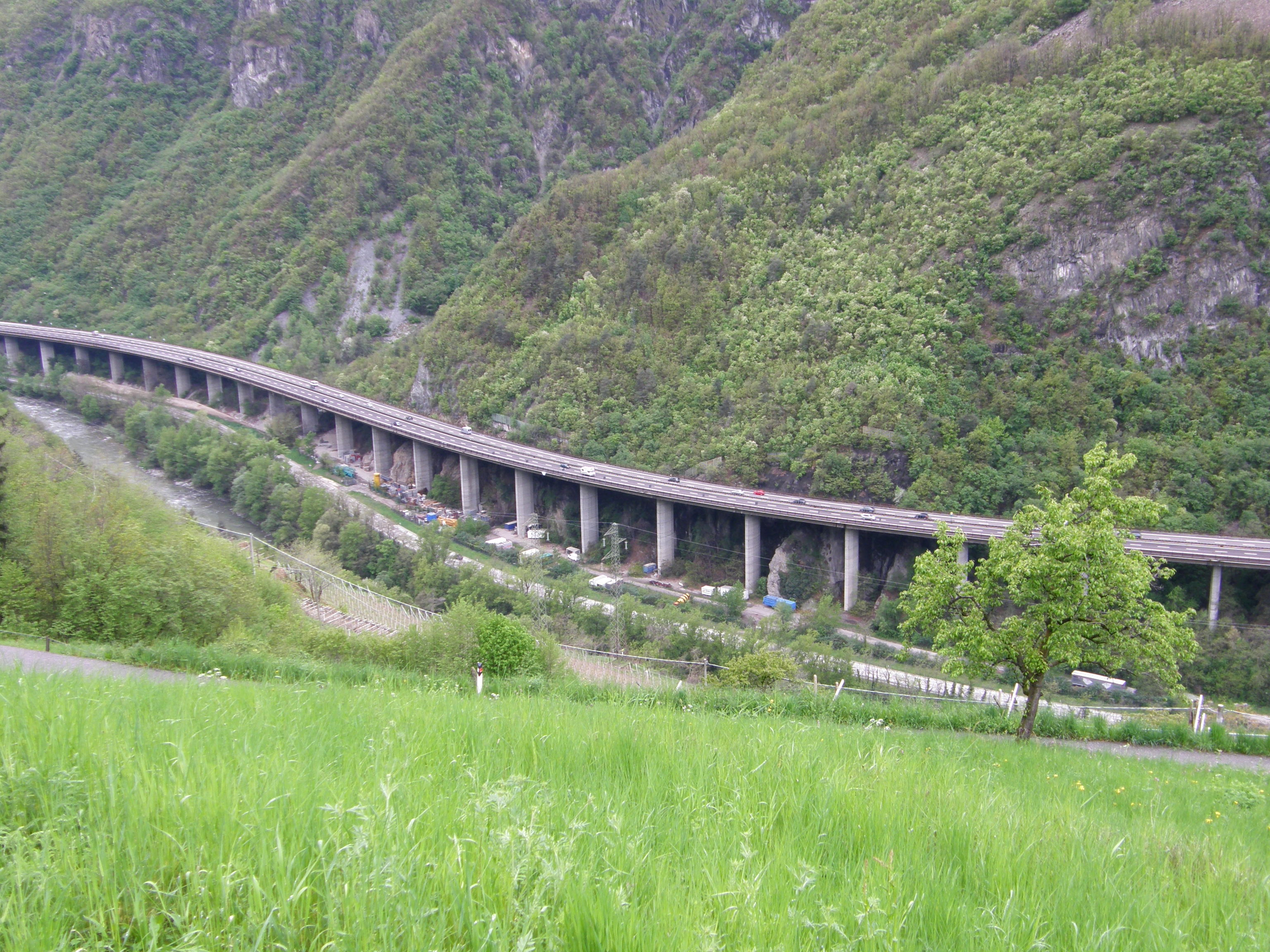
Viadotto in Valle Isarco

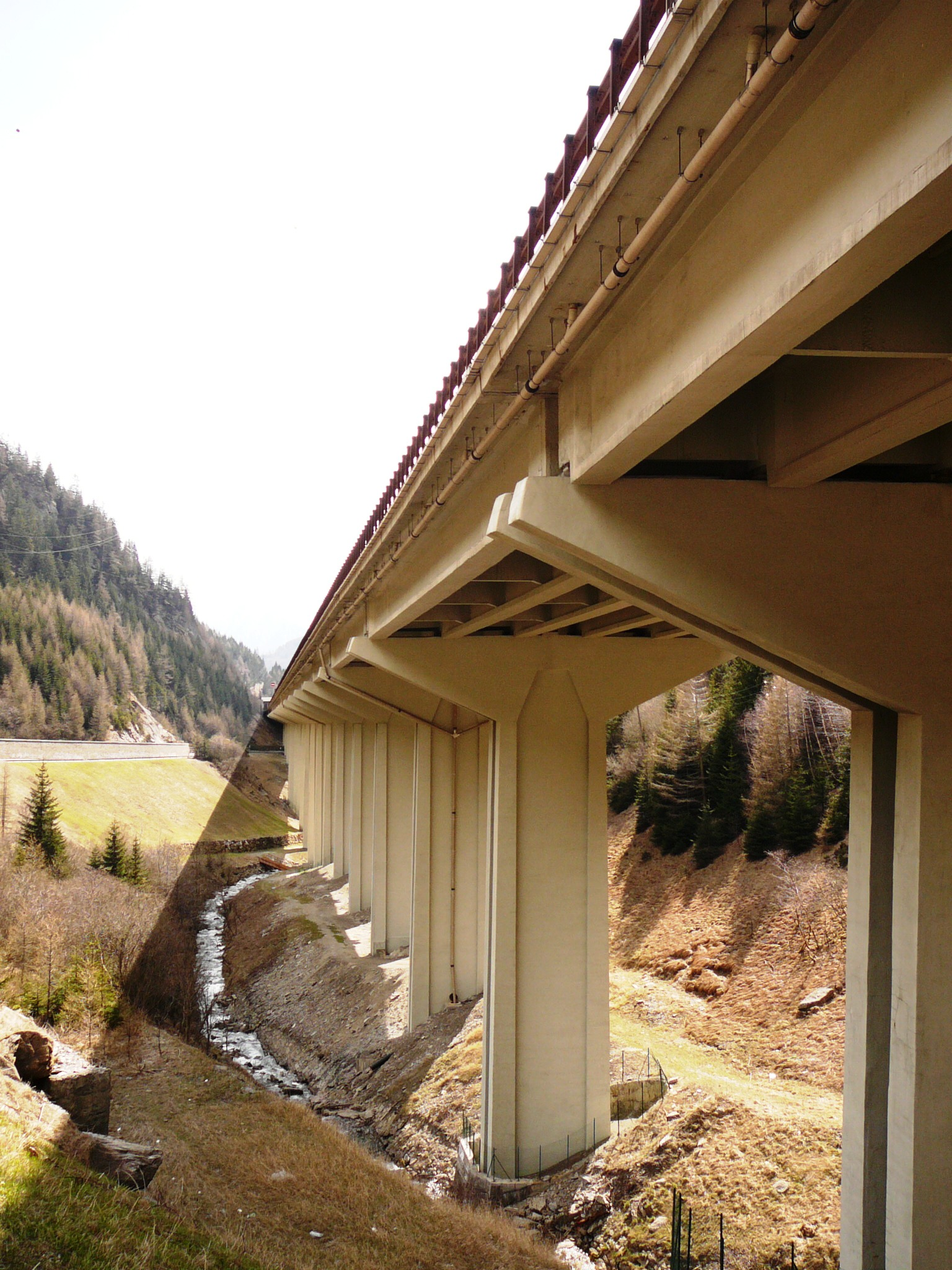
Un alto viadotto a sud di Brennero Terme

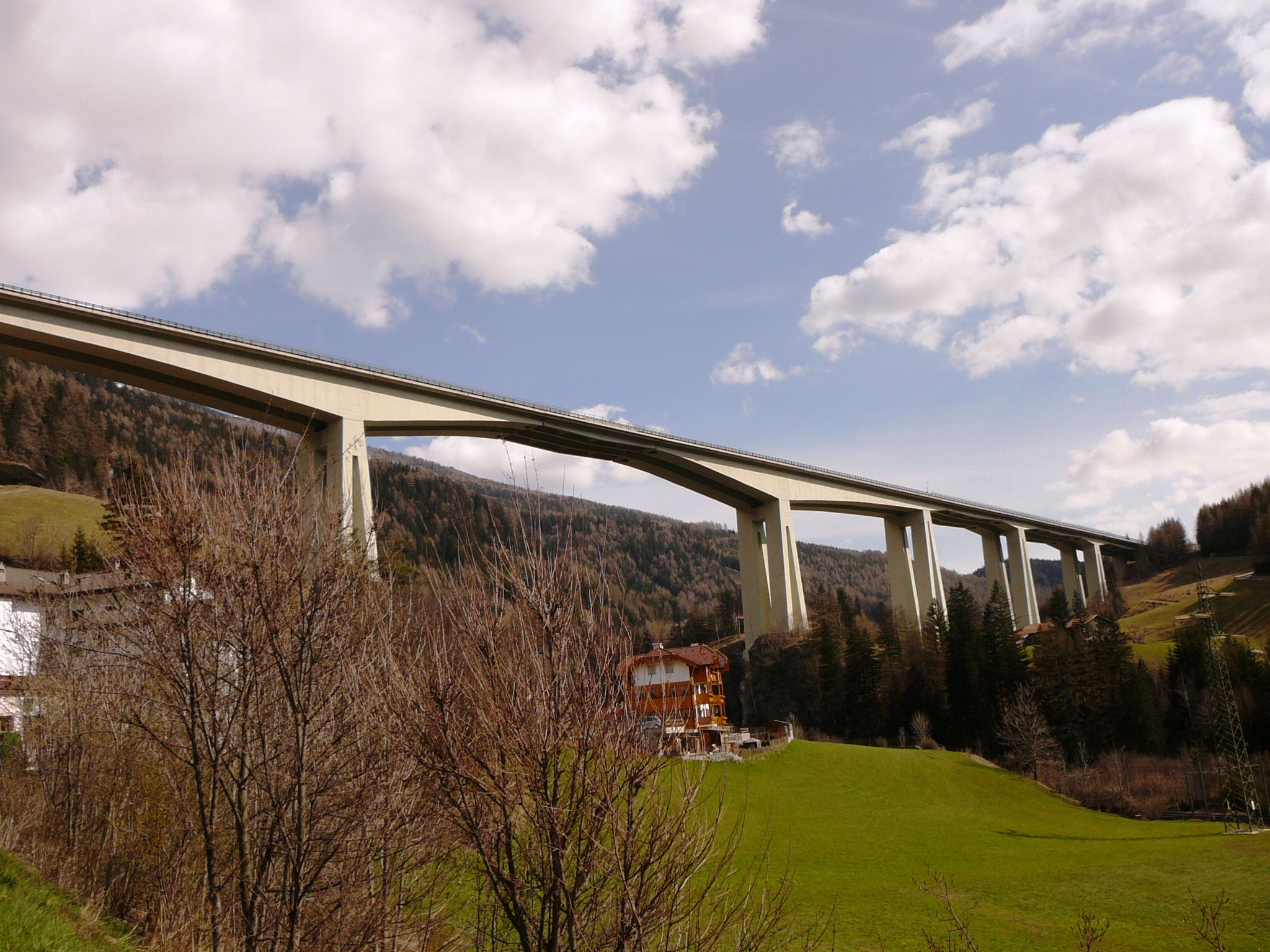
Il viadotto che passa sopra il paese di Colle Isarco

|                                           | Affi - Lago di Garda sud Lago di Garda di Affi - Peschiera - Cavaion V. - Lazise Valpolicella - Monti Lessini - Monte Baldo - Caprino V. - Rivoli V. | 108  | 206  | VR    |                |
|                                           | Area di servizio "Adige" | 128  | 186  | VR    |                |
|                                           | Ala - Avio Castello di Avio Monte Baldo - Prà Alpesina dei Monti Lessini - Altopiano dei Monti Lessini | 135  | 179  | TN    |                |
|                                           | Rovereto sud - Lago di Garda nord Lago di Garda / Riva del Garda del Monte Baldo - Brentonico - Polsa / San Valentino della Val di Gresta - Val di Gresta di Loppio e Val di Ledro - Giudicarie                                                                   | 147  | 167  | TN    |                |
|                                           | Area di servizio "Nogaredo" | 154  | 160  | TN    |                |
|                                           | Rovereto nord Lago di Cei del Lago di Cei - Passo Bordala del Pasubio - Vallarsa | 156  | 158  | TN    |                |
|                                           | Trento sud del Caffaro - Valle del Chiese - Storo di Campiglio - Val Rendena di Val d'Assa e Pedemontana Costo - Altopiano della Vigolana di Folgaria e Val d'Astico - Folgaria - Arsiero - Piovene Rocchette del Monte Bondone - Monte Bondone - Valle dei Laghi | 174  | 140  | TN    |                |
|                                           | Trento centro SS45 bis Gardesana Occidentale | 178  | 136  | TN    |                |
|                                           | Trento nord Interporto di Trento della Valsugana delle Dolomiti - Val di Fiemme e Val di Fassa della Val di Non - Val di Non e Val di Sole della Val di Cembra | 182  | 132  | TN    |                |
|                                           | Area di servizio "Paganella" | 185  | 129  | TN    |                |
|                                           | San Michele all'Adige - Mezzocorona Lago di Molveno della Val di Non - Mezzolombardo di Campiglio - Madonna di Campiglio dei Laghi di Molveno e Tenno - Altopiano della Paganella                                                                                 | 193  | 121  | TN    |                |
|                                           | Egna - Ora - Termeno / Neumarkt - Auer - Tramin del Grappa e del Passo Rolle - San Martino di Castrozza Strada del vino dell'Alto Adige / Südtiroler Weinstraße                                                                                                   | 212  | 102  | BZ    |                |
|                                           | Area di servizio "Castel Varco / Laimburg" | 218  | 99   | BZ    |                |
|                                           | Bolzano sud / Bozen Süd Fiera di Bolzano / Messe Bozen Bolzano-Dolomiti / Flughafen Bozen dello Stelvio / Stilfser-Merano/Meran del Tonale e della Mendola - Passo della Mendola / Mendelpass                                                                     | 229  | 85   | BZ    |                |
|                                           | Bolzano nord - Val d'Ega / Bozen Nord - Eggental Altopiano dello Sciliar / Schlerngebiet - Alpe di Siusi / Seiser Alm di Renon / Ritten | 237  | 77   | BZ    |                |
|                                           | Area di servizio "Sciliar / Schlern" | —    | 69   | BZ    |                |
|                                           | Area di servizio "Isarco / Eisack" | 250  | —    | BZ    |                |
|                                           | Chiusa - Val Gardena / Klausen - Gröden di Val Gardena e Passo Sella - Laion / Lajen di Plose | 261  | 53   | BZ    |                |
|                                           | Bressanone zona industriale / Brixen Industriezone Zona industriale di Bressanone / Industriezone Brixen | 266  | 48   | BZ    |                |
|                                           | Area di servizio "Plose" | 272  | 42   | BZ    |                |
|                                           | Bressanone - Val Pusteria / Brixen - Pustertal della Pusteria / Pustertaler di Val Badia della Valle Aurina di Alemagna - Cortina d'Ampezzo | 276  | 38   | BZ    |                |
|                                           | Area di servizio "Trens" | 294  | 20   | BZ    |                |
|                                           | Vipiteno / Sterzing dell'Abetone e del Brennero / Brenner del Passo di Giovo / Jaufenpass di Val Sarentino e del Passo di Vizze / Sarntaler und Pfitscher Joch | 298  | 16   | BZ    |                |
|                                           | Barriera "Brennero / Brenner" | 298  | 16   | BZ    |                |
|                                           | Autoporto "Sadobre". | 299  | 15   | BZ    |                |
|                                           | Colle Isarco / Gossensaß dell'Abetone e del Brennero / Brenner | 307  | —    | BZ    |                |
|                                           | Terme di Brennero / Brenner Thermalquellen | —    | 6    | BZ    |                |
|                                           | Brennero sud / Brenner Süd dell'Abetone e del Brennero - Val di Fleres | 309  | 5    | BZ    |                |
|                                           | Area di servizio Museo Plessi / Plessimuseum. | 312  | 1    | BZ    |                |
|                                           | Austria / Österreich Innsbruck | 313  | 0    | BZ    |                |

## Lavori e progetti

### Corsia dinamica
È in corso nel tratto tra Trento sud e Rovereto nord la sperimentazione della terza corsia dinamica che prevede, in particolari situazioni di congestione del traffico, l'utilizzo della corsia d'emergenza come corsia di marcia. La segnalazione agli utenti avviene mediante pannelli a messaggio variabile posizionati lungo il percorso, indicanti frecce verdi (corsia percorribile), frecce gialle oblique (chiusura della corsia) e X rosse (corsia chiusa). Il progetto prevede l'istituzione della corsia dinamica nel tratto compreso tra i caselli di Bolzano sud e Verona nord, dove si congiungerà con la terza corsia permanente fino all'intersezione con l'A1 a Modena.

### Terza corsia
Entro il 2016 cominciarono i lavori per la realizzazione della terza corsia dell'autostrada nel tratto compreso tra il casello di Verona nord e l'innesto con la A1 a Modena nord. In quest'ultimo tratto lo svincolo sarà allargato, adeguato al traffico in costante aumento e predisposto già per la futura diramazione verso Sassuolo. Per l'ampliamento non ci saranno espropri, ma verranno utilizzati gli 11 metri di spartitraffico già presenti tra le due carreggiate. L'intervento permetterà di allargare di un metro la corsia d'emergenza e prevede la costruzione di piazzole di sosta ogni 500 metri.

### Bretella Campogalliano-Sassuolo
Il progetto di diramazione verso sud dell'autostrada A22, dall'innesto di Campogalliano fino a Sassuolo, per un totale di 14 km e 6 caselli, è stato approvato dal Consiglio di Amministrazione di ANAS nel 2005. I lavori, appaltati all'associazione temporanea d'imprese Autocs (Autostrada del Brennero spa, Coopsette, Impresa Pizzarotti & C., Cordioli, Edilizia Wipptal, Oberosler e Consorzio stabile Coseam Italia), sono previsti da maggio 2018 per una durata di quattro anni, con un costo preventivato in 516 milioni di euro.
Il progetto esecutivo prevede la realizzazione di complessivi 25,5 km di strade, cui 14 km della diramazione autostradale Campogalliano-Sassuolo, 6,5 della nuova tangenziale sud di Rubiera (con ulteriori 1,4 km di raccordo) e 3,6 km per il raccordo con la tangenziale di Modena. Sono previsti due viadotti per superare il fiume Secchia (814 metri) e la via Emilia e il fascio ferroviario Milano-Bologna (621 metri) e due gallerie sotterranee per preservare l'oasi naturale del Colombarone di Formigine, oltre a 15 sottopassi e 12 cavalcavia per la viabilità secondaria.

### Ti.Bre. (raccordo con l'A15)
Il progetto Ti.Bre (acronimo di Tirreno-Brennero) prevede il prolungamento dell'autostrada A15 La Spezia-Parma verso nord, da Fontevivo (Parma ovest) fino al casello di Nogarole Rocca sulla A22, per un totale di 85 km.
Nel marzo 2017 risultavano in fase di costruzione 12 chilometri sugli 85 previsti con un costo complessivo di 2,7 miliardi di euro, l'allacciamento termina a San Quirico di Trecasali (Parma).

### Bypass urbano di Trento e Rovereto
È allo studio della provincia autonoma di Trento l'utilizzo dell'autostrada gratuita nei tratti tra i caselli di Trento nord e sud e di Rovereto nord e sud, in modo da risolvere i problemi di traffico nelle città. In particolare Rovereto, non avendo una tangenziale propria, è molto spesso oggetto di lunghe code e attese, che causano anche frequentemente piccoli incidenti e tamponamenti. L'idea, oltre che a prevedere la gratuità solo e soltanto nei tratti compresi tra i due caselli, applicando il costo zero solamente se entrati e usciti alle stazioni in questione, è preferibile soprattutto per gli alti costi di costruzione di un'eventuale tangenziale, intorno ai 200 milioni di euro, contro circa il milione di euro annuale di accordo tra provincia e A22, e per il molto più basso impatto ambientale e paesaggistico rispetto a una nuova strada.

### Autostrada a idrogeno
L'autostrada A22 sarebbe dovuta essere la prima "autostrada a idrogeno" in Europa. Entro il 2010 essa doveva infatti essere dotata di una rete di impianti di rifornimento di idrogeno, sul modello della California Hydrogen Net (CaH2Net), realizzata per volere del governatore della California Arnold Schwarzenegger. L'idrogeno, non presente in natura allo stato libero, deve essere prodotto a partire dal petrolio o da fonti alternative: in linea con la rigida tutela ambientale applicata nella zona di Bolzano, il gas avrebbe dovuto essere prodotto da fonti rinnovabili.
Dopo i prolungati tentennamenti della provincia e dell'A22, guidate rispettivamente da Luis Durnwalder e Silvano Grisenti, e dopo un nulla di fatto anche nel 2012, nel 2013 hanno preso il via i lavori per la realizzazione dello stabilimento destinato alla produzione di idrogeno.
Nell'estate 2014 l'impianto è stato portato a termine e fornisce carburante a un nuovo distributore, inaugurato a fine novembre, nei pressi del casello Bolzano Sud.

### Casello autostradale di Trento sud
Il 3 maggio 2011 è stato aperto il casello autostradale di Trento Sud che consente di deviare il traffico sulla viabilità ordinaria (tangenziale), qualora vi sia la necessità (chiusura parziale o totale dell'autostrada). Con l'apertura del casello di Trento Sud, è stato chiuso (solo in uscita) il casello di Trento Centro.

### Chiusura del casello autostradale di Trento centro
Il 23 maggio 2011 è stato chiuso permanentemente in uscita il casello autostradale di Trento centro che consentiva l'accesso diretto alla SS45 bis Gardesana Occidentale e alla città di Trento.
Ciò è stato fatto per ridurre di molto il carico di traffico al centro di Trento. È comunque possibile utilizzare in entrata il casello sia in direzione Brennero che in direzione Modena (per evitare traffico extra sulla tangenziale di Trento).